# Roberto Paleari
Roberto Paleari (Monza, 1º gennaio 1952) è un ex cestista italiano.

## Carriera
Ha giocato in Serie A1 e Serie A2 dal 1975 al 1987. Ha esordito in A1 con Torino, poi nel 1978-79 è a Pordenone e successivamente due anni a Fabriano. Nel 1981-82 è a Gorizia ed i due anni successivi alla Libertas Livorno e poi altri due a Mestre, per concludere la sua carriera professionistica a Pistoia.
È anche ricordato per il tiro dalla lunetta di difesa che dette la vittoria alla Libertas Livorno priva di Abdul Jeelani a Milano facendo perdere il fattore campo ai milanesi nella finale tra Banco di Roma e Billy Milano 1982-83.
Nella sua carriera ha disputato tre stagioni in Serie A1 (una a Torino, due con la Libertas Livorno) e 8 in A2.

## Palmarès
- Coppa delle Coppe: 1

Olimpia Milano: 1970-71